# Ernest Crosbie
Ernest Crosbie (George William Ernest „Ernie“ Crosbie; * 6. Dezember 1909 in West Derby, Liverpool; † 27. Juli 1979 in Traverse City) war ein US-amerikanischer Geher britischer Herkunft.
Im 50-km-Gehen kam er bei den Olympischen Spielen 1932 in Los Angeles auf den achten und 1936 in Berlin auf den 26. Platz. 1948 in London wurde er Zwölfter.
1936, 1939 und 1948 (mit seiner persönlichen Bestzeit von 5:04:30 h) wurde er über diese Distanz US-Meister.